# NGC 2221
NGC 2221 (другие обозначения — ESO 121-24, AM 0619-573, IRAS06194-5733, PGC 18833) — спиральная галактика (Sa) в созвездии Живописец.
Этот объект входит в число перечисленных в оригинальной редакции «Нового общего каталога».
Галактика наблюдается с ребра, и в ней заметно искривление тонкого диска. Оно, вероятно, вызвано гравитационным взаимодействием галактики в группе.